# Lophoptera coerulescens
Lophoptera coerulescens là một loài bướm đêm trong họ Noctuidae.